# Barcragujn chumb
Barcragujn chumb (orm. Բարձրագույն խումբ) – najwyższa w hierarchii klasa męskich ligowych rozgrywek piłkarskich w Armenii, będąca jednocześnie najwyższym szczeblem centralnym (I poziom ligowy), utworzona w 1992 roku i od samego początku zarządzana przez Ormiański Związek Piłki Nożnej (FFA). Zmagania w jej ramach toczą się cyklicznie (co sezon) i przeznaczone są dla 9 najlepszych krajowych klubów piłkarskich. Jej triumfator zostaje Mistrzem Armenii, zaś najsłabsze drużyny są relegowane do Araczin chumb (II ligi ormiańskiej).

## Historia
Mistrzostwa Armenii w piłce nożnej rozgrywane są od 1992 roku, po rozpadzie ZSRR. Wcześniej od 1924 rozgrywane mistrzostwa Armieńskiej SRR, a najlepsze kluby kraju uczestniczyły w mistrzostwach ZSRR. Niejednokrotnie zmieniał się format rozgrywek. Przez pierwsze trzy lata rozgrywana była tylko runda wiosenna, lecz w sezonach 1995/96 i 1996/97 rozgrywana była runda jesienna i wiosenna, a od 1997 ponownie systemem wiosna - jesień. W 1999 Wyższa liga została przemianowana na Premier liga', rozgrywki której wystartowały po raz pierwszy w sezonie 1999. Od sezonu 2013/2014 przywrócono format rozgrywek jesień - wiosna. W każdym sezonie bierze udział 8 klubów (w sezonie 2014/2015 wyjątkowo 7 zespołów). W sezonie 2016/17 do rozgrywek przystąpiło jedynie 6 zespołów.

## System rozgrywek
Obecny format ligi zakładający podział rozgrywek na 4 koła obowiązuje od sezonu 2006.
Rozgrywki składają się z 32 kolejek spotkań rozgrywanych pomiędzy drużynami systemem kołowym. Każda para drużyn rozgrywa ze sobą cztery mecze – dwa w roli gospodarza, dwa jako goście. Od sezonu 2018/19 w lidze występuje 9 zespołów. W przeszłości liczba ta wynosiła od 6 do 24. Drużyna zwycięska za wygrany mecz otrzymuje 3 punkty (do sezonu 1994 2 punkty), 1 za remis oraz 0 za porażkę.
Zajęcie pierwszego miejsca po ostatniej kolejce spotkań oznacza zdobycie tytułu Mistrzów Armenii w piłce nożnej. Mistrz Armenii kwalifikuje się do eliminacji Ligi Mistrzów UEFA. Druga oraz trzecia drużyna zdobywają możliwość gry w Lidze Europy UEFA. Również zwycięzca Pucharu Armenii startuje w eliminacjach do Ligi Europy lub, w przypadku, w którym zdobywca krajowego pucharu zajmie pierwsze miejsce w lidze – możliwość gry w eliminacjach do Ligi Europy otrzymuje również czwarta drużyna klasyfikacji końcowej. Zajęcie ostatniego miejsca wiąże się ze spadkiem drużyny do Araczin chumb.
W przypadku zdobycia tej samej liczby punktów, klasyfikacja końcowa ustalana jest na podstawie wyniku dwumeczu pomiędzy drużynami, w następnej kolejności, w przypadku remisu – na podstawie różnicy bramek w pojedynku bezpośrednim, następnie na podstawie ogólnego bilansu bramkowego osiągniętego w sezonie, większej liczby bramek zdobytych oraz w ostateczności za pomocą losowania.

## Skład ligi w sezonie 2025/26
| Uczestnicy poprzedniej edycji | Uczestnicy poprzedniej edycji | Uczestnicy poprzedniej edycji | Uczestnicy poprzedniej edycji |
| --- | ----------------------------- | ----------------------------- | ----------------------------- |
| NOA | Noah Erywań                   | Erywań                        | 1                             |
| ARM | Ararat-Armenia                | Erywań                        | 2                             |
| URA | Urartu Erywań                 | Erywań                        | 3                             |
| PIU | Piunik Erywań                 | Erywań                        | 4                             |
| WAN | Wan Czarencawan               | Czarencawan                   | 5                             |
| BKM | BKMA Erywań                   | Erywań                        | 6                             |
| SZI | Szirak Giumri                 | Giumri                        | 7                             |
| ARA | Ararat Erywań                 | Erywań                        | 8                             |
| ALA | Alaszkert                     | Erywań                        | 9                             |
| po barażach |                               |                               |                               |
| Spadek z Barcragujn chumb 2024/25 |                               |                               |                               |
| GDZ | Gandzasar Kapan               | Kapan                         | 10                            |
| WES | West Armenia                  | Erywań                        | 11                            |
| Awans z Araczin chumb 2024/25 |                               |                               |                               |
| SJU | Sjunik Kapan                  | Kapan                         | 2                             |
| Oznaczenia: - kolumna pierwsza – skróty nazw drużyn, - kolumna trzecia – siedziba klubu, - kolumna czwarta – miejsce zajęte w poprzednim sezonie. |                               |                               |                               |

## Statystyka

### Tabela medalowa
Mistrzostwo Armenii zostało do tej pory zdobyte przez 10 różnych drużyn.
Stan po sezonie 2023/24.
| Lp. | Klub                    | Miejsca na podium | Miejsca na podium | Miejsca na podium | Zwycięskie sezony                  |   |   |                                                                                       |
| --- | ----------------------- | ----------------- | ----------------- | ----------------- | ---------------------------------- | - | - | ------------------------------------------------------------------------------------- |
| Lp. | Klub                    | 1.                | Piunik Erywań     | 13                | Zwycięskie sezony                  | 2 | 2 | 2001, 2002, 2003, 2004, 2005, 2006, 2007, 2008, 2009, 2010, 2014/15, 2021/22, 2023/24 |
| 2.  | Szirak Giumri           | 4                 | 7                 | 5                 | 1992, 1994, 1999, 2012/13          |   |   |                                                                                       |
| 3.  | Alaszkert Erywań        | 4                 | 0                 | 2                 | 2015/16, 2016/17, 2017/18, 2020/21 |   |   |                                                                                       |
| 4.  | Kilikia Erywań          | 3                 | 1                 | 0                 | 1992, 1995/96, 1996/97             |   |   |                                                                                       |
| 5.  | Urartu Erywań           | 2                 | 5                 | 5                 | 2013/14, 2022/23                   |   |   |                                                                                       |
| 6.  | Ararat-Armenia Erywań   | 2                 | 1                 | 2                 | 2018/19, 2019/20                   |   |   |                                                                                       |
| 7.  | Spartak Erywań          | 2                 | 0                 | 2                 | 1998, 2000                         |   |   |                                                                                       |
| 8.  | Ararat Erywań           | 1                 | 4                 | 2                 | 1993                               |   |   |                                                                                       |
| 9.  | Uliss Erywań            | 1                 | 2                 | 2                 | 2011                               |   |   |                                                                                       |
| 10. | Jerewan FA              | 1                 | 0                 | 3                 | 1997                               |   |   |                                                                                       |
| 11. | Mika Asztarak           | 0                 | 4                 | 3                 |                                    |   |   |                                                                                       |
| 12. | Noah Erywań             | 0                 | 3                 | 0                 |                                    |   |   |                                                                                       |
| 13. | Gandzasar Kapan         | 0                 | 2                 | 3                 |                                    |   |   |                                                                                       |
| 14. | Zwartnoc-AAL Erywań     | 0                 | 1                 | 0                 |                                    |   |   |                                                                                       |
| 15. | Bananc Kotajk           | 0                 | 0                 | 2                 |                                    |   |   |                                                                                       |
| 16. | Erebuni-Homenmen Erywań | 0                 | 0                 | 1                 |                                    |   |   |                                                                                       |